# منتخب كينيا لكرة السلة للسيدات
منتخب كينيا الوطني لكرة السلة للسيدات (بالإنجليزية: Kenya women's national basketball team) هو ممثل كينيا الرسمي في المنافسات الدولية في كرة السلة للسيدات.